# Apollo Theater
Apollo Theater i New York är en av de mest berömda konsertlokalerna i USA, och den mest kända klubben. Den förknippas nästan uteslutande med afro-amerikanska utövare. Den är noterat på National Register of Historic Places.
Teatern ligger på 253 W. 125:e gatan i New York City Borough of Manhattan, Harlem, en av USA:s mest historiskt betydelsefulla traditionellt svarta kvarter.